# Charles Pire

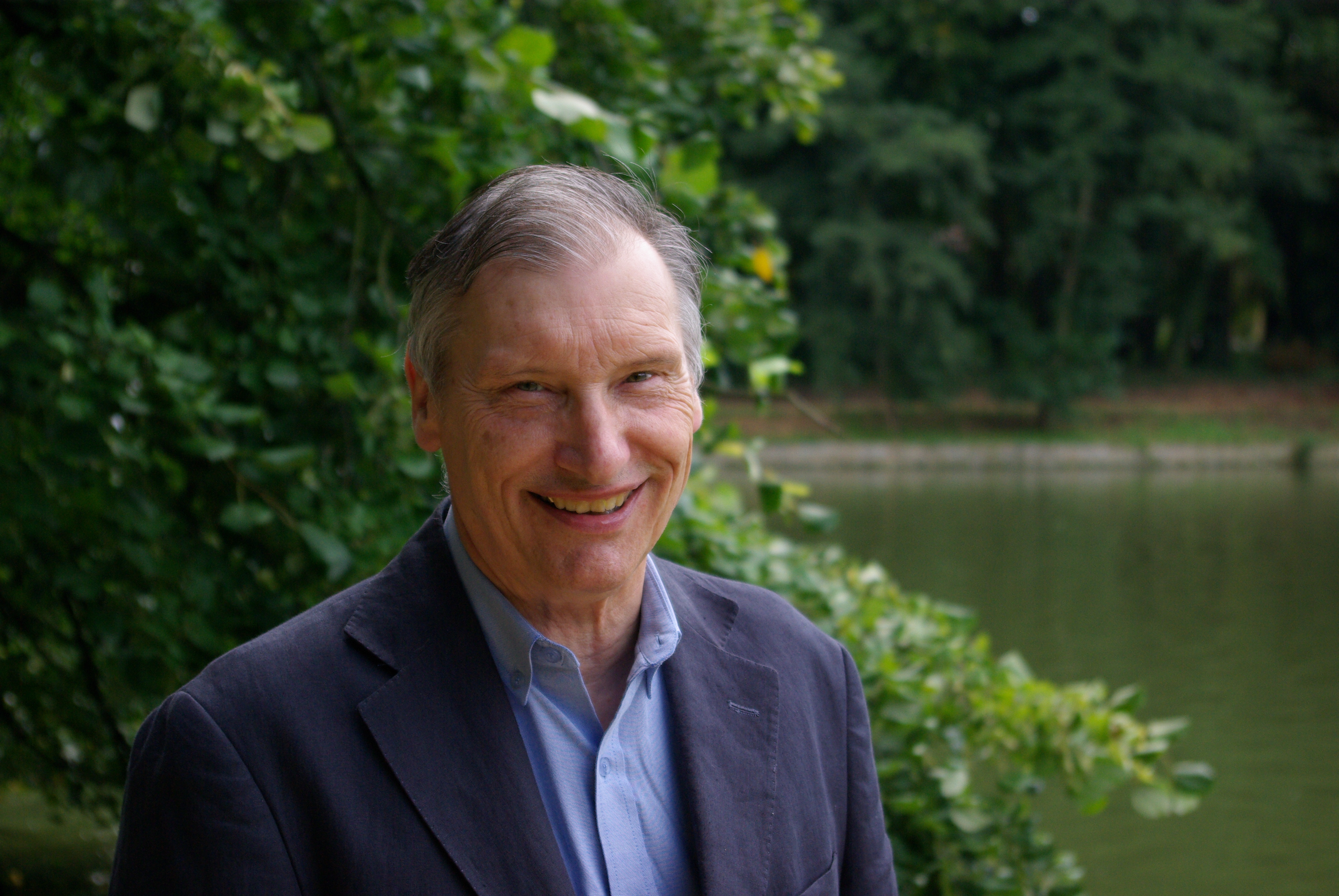
Charles Pire in september 2008

Charles Pire (Mont-sur-Marchienne, 19 december 1941 - Charleroi, 10 januari 2012) was een Belgisch lid van het Waals Parlement.

## Levensloop
Pire werd beroepshalve verzekeringsmakelaar en behoorde sinds het einde van de jaren '50 tot de partij PSC, maar vervulde geen politieke mandaten. Van 1978 tot 1991 en van 1999 tot 2001 was hij wel voorzitter van de partijafdeling van het arrondissement Hoei-Borgworm. In 1999 werd hij door het gerecht in beschuldiging gesteld voor betrokkenheid bij de Interagri-affaire, waarbij fondsen van de Waalse Investeringsmaatschappij verduisterd werden. Hiervoor werd Pire veroordeeld tot een voorwaardelijke celstraf van een jaar.
Na de omvorming van PSC tot cdH was hij in 2002 een van de medeoprichters van CDF, een conservatieve afscheuring van de partij. In 2004 trad hij toe tot het extreemrechtse FN en voerde voor deze partij bij de Waalse verkiezingen van 2004 de lijst aan in het arrondissement Luik. Hij raakte verkozen in het Waals Parlement en zetelde er tot in 2009. Hij had ook het recht om in het Parlement van de Franse Gemeenschap te zetelen, maar kort na de verkiezingen verlegde hij zijn domicilie naar Eupen, een gemeente in de Duitstalige Gemeenschap. In het Waals Parlement legde hij vervolgens de eed af in het Duits, waardoor hij niet in het Parlement van de Franse Gemeenschap mocht zetelen en zijn zetel moest afstaan aan een opvolger. Dit was echter een manoeuvre van zijn partij om een extra parlementslid te verwerven, maar de andere partijen weigerden daarop in te gaan en zowel de geloofsbrieven van Pire als alle opvolgers op de FN-lijst in de kieskring Luik werden niet erkend, waardoor het Parlement van de Franse Gemeenschap een lid minder dan normaal telde. In 2007 werd hij secretaris-generaal van het FN.
In december 2008 verliet hij samen met collega-parlementslid Charles Petitjean het partijbureau van het FN omdat ze vonden dat de koers van de partij te veel bepaald werd door neonazisme. Ze bleven wel lid van de partij. In 2009 werd hij niet herkozen als parlementslid.
Omdat het FN bij de regionale verkiezingen van 2009 en bij de federale verkiezingen van 2010 alle parlementszetels verloor, reorganiseerde de erg verdeelde partij zich en werd Pire in april 2011 de nieuwe partijvoorzitter. Enkele maanden later vroeg Marine Le Pen van het Franse Front National het Belgische Front National om een nieuwe partijnaam te kiezen, omdat ze vond dat de partij zich te veel baseerde op het de Franse Front National. FN-kopstuk Patrick Cocriamont wou daar echter niets van weten en Marine Le Pen stapte naar de rechtbank om een partijnaamwijziging op te eisen. Begin 2012 was de rechtbank daarmee eens en het Belgische FN werd opgedoekt. Enkele weken voordien overleed Pire echter plots. Patrick Cocriamont vormde vervolgens samen met Marco Santi het Démocratie Nationale.